# Понс, Стенли
Роберт Стенли Понс (род. 23 августа 1943, Вальдесе, Северная Каролина) — американский электрохимик, известный по своей работе с Мартином Флейшманом в области холодного ядерного синтеза в 1980—1990 годы.

## Биография

### Ранние годы
Понс родился в Вальдесе (штат Северная Каролина). Окончил среднюю школу в Вальдесе, затем Университет Уэйк-Форест в Уинстон-Сейлеме (Северная Каролина), где изучал химию. Он начал свои кандидатские исследования по химии в Мичиганском университете в Анн-Арборе, но ушёл, прежде чем закончил кандидатскую диссертацию. Его дипломная работа была опубликована в 1967 году в соавторстве с Гарри Б. Марком. «The New York Times» писал, что он впервые разработал способ измерения спектров химических реакций на поверхности электрода. Он решил закончить докторскую степень в Англии в Саутгемптонском университете, где в 1975 году он встретил Мартина Флейшмана. Понс был студентом группы профессора Алана Беуика. Понс получил докторскую степень в 1978 году.

### Карьера
23 марта 1989 года, когда Понс был председателем химического факультета Университета штата Юта, он и Флейшманн объявили об эксперименте «N-Fusion», который была прессой быстро был назван холодным ядерным синтезом.
Сотни ученых попытались воспроизвести эффекты, но потерпели неудачу. После того как опыты были признаны невоспроизводимыми, научное сообщество определило, что претензии были неполными и неточными.
Понс переехал во Францию в 1992 году вместе с Флейшманом, чтобы работать в лаборатории, спонсируемой Тойотой. Лаборатория была закрыта в 1998 году после того, как потратила 12 миллионов фунтов на исследования, не давшие убедительных результатов. Он отказался от своего американского гражданства и стал гражданином Франции.